# Biehla (Kamenz)
Biehla (obersorbisch Běła) ist ein Ortsteil der Stadt Kamenz im sächsischen Landkreis Bautzen. Der Ort liegt nördlich der Kernstadt Kamenz an der S 94.

## Geschichte
Das Platzdorf Biehla wurde 1225 erstmals urkundlich erwähnt und war ab 1466 Rittersitz. Kirchlich gehörte der Ort zunächst zu Kamenz und seit spätestens 1901 zu Cunnersdorf.
Am 1. Januar 2019 wurde Biehla nach Kamenz eingemeindet. Vor der Eingemeindung nach Kamenz gehörte es seit dem 1. März 1994 zur Gemeinde Schönteichen.

## Kulturdenkmale

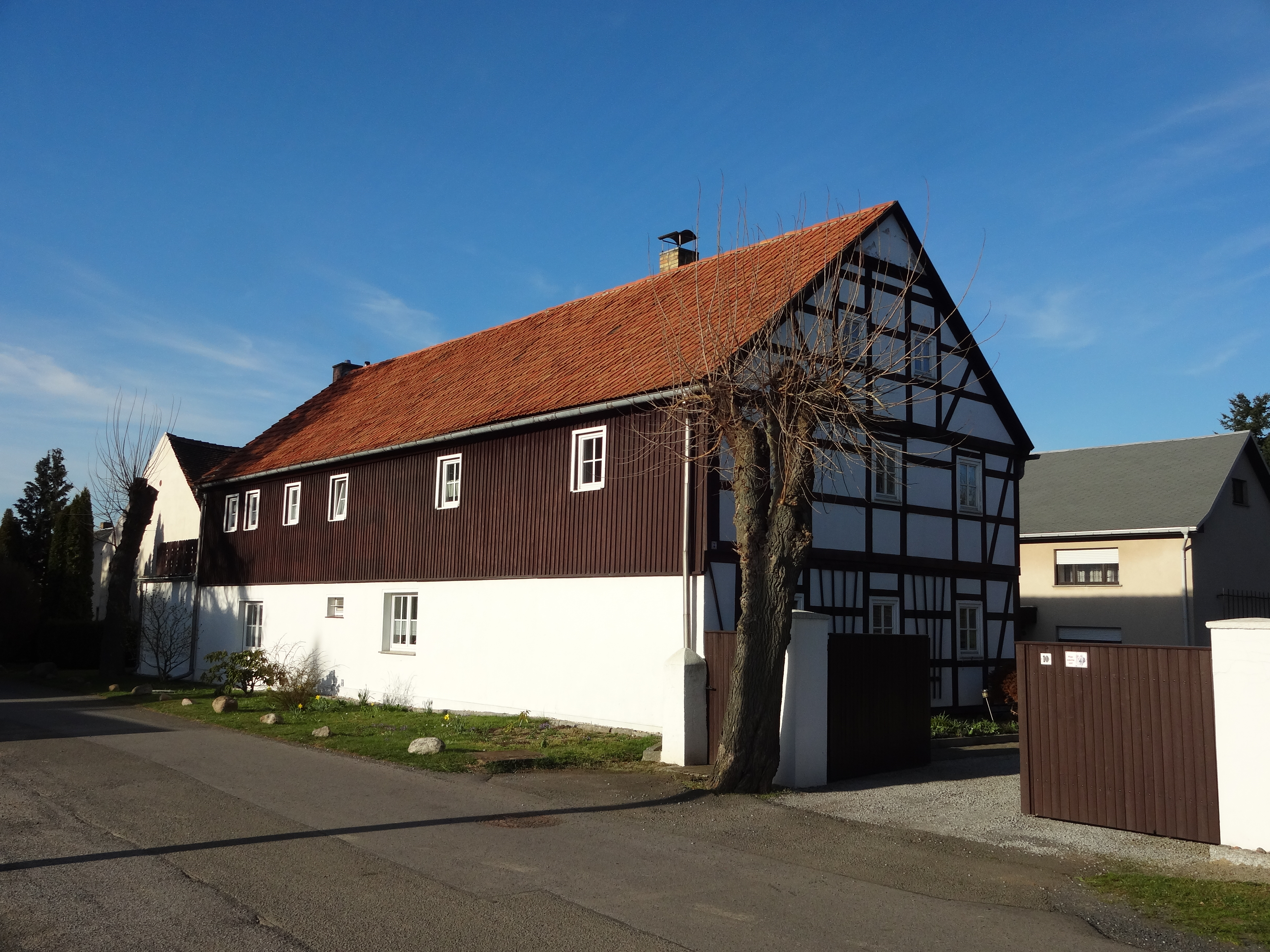
Denkmalgeschütztes Wohnstallhaus

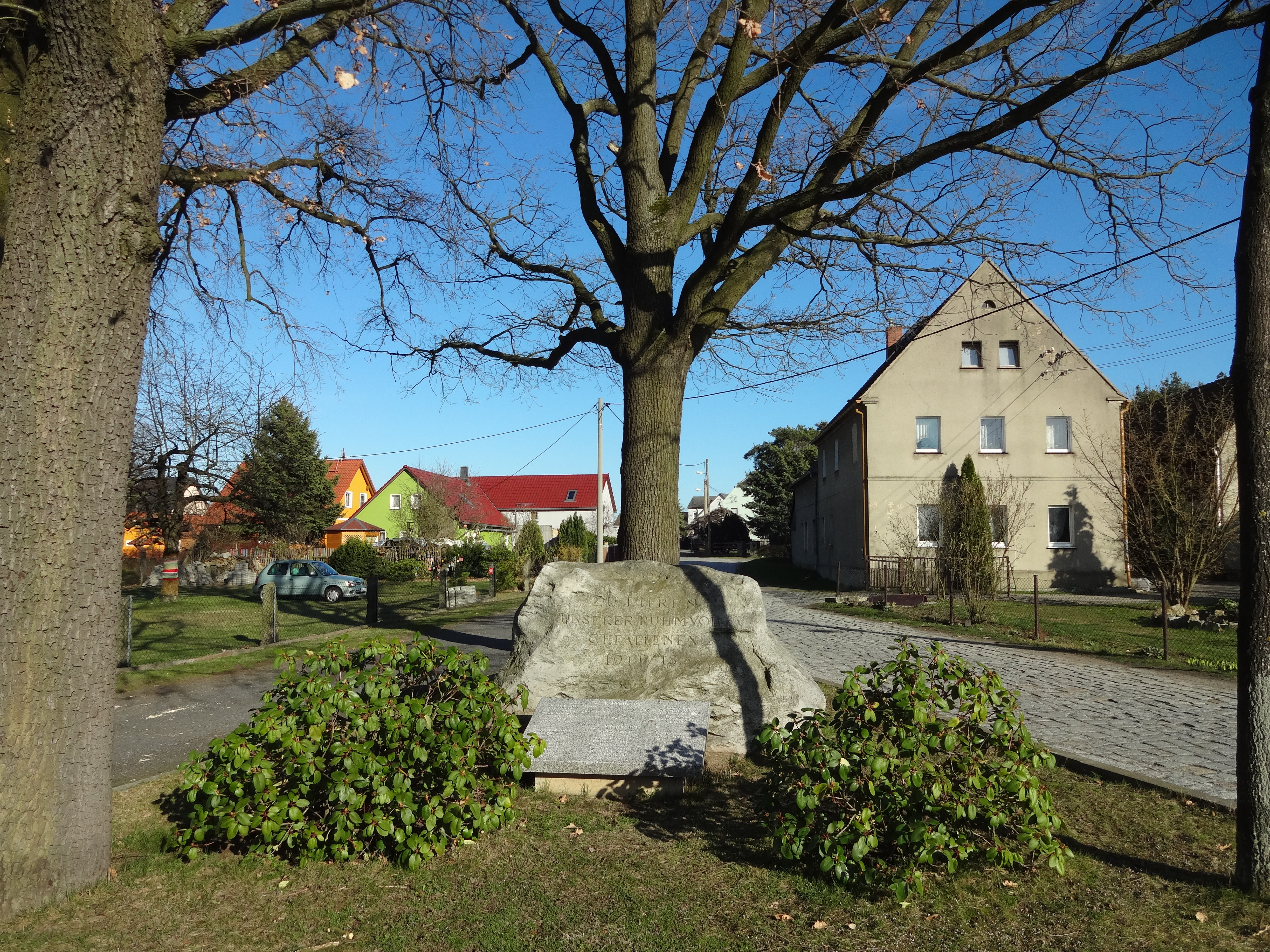
Gefallenendenkmal

In der Liste der Kulturdenkmale in Biehla (Kamenz) sind für Biehla sieben Kulturdenkmale aufgeführt.

## Naturschutzgebiete
Nördlich und nordöstlich vom Ort erstreckt sich das 824,6 ha große Naturschutzgebiet Teichgebiet Biehla-Weißig.

## Persönlichkeiten
- Theodor Reich (* 1823; † 1892 auf Gut Biehla), Rittergutsbesitzer und Politiker (Deutschkonservative Partei); Abgeordneter des Sächsischen Landtags und des Reichstags
- Stephan Trepte (1950–2020), deutscher Rocksänger; geboren in Biehla